# Зуев, Константин Александрович
Константи́н Алекса́ндрович Зу́ев (17 ноября 1981, Павлодар, СССР) — российский футболист, полузащитник.

## Карьера
За время карьеры игрока выступал за сочискую «Жемчужину-2», «Центр-Р-Кавказ», новороссийский «Черноморец», «Сатурн-REN TV», махачкалинское «Динамо», челябинский «Лукойл», «Кубань», «Ростов». В конце марта 2009 года перешёл в «Анжи», с которым заключил соглашение до лета 2009 года. 25 августа, по истечении контракта, был отзаявлен. 31 августа 2009 года стало известно, что Зуев подписал контракт с клубом второго дивизиона «Жемчужина-Сочи».

## Достижения
Победитель в Первом дивизионе России (выход в Высший дивизион): (1)
- 2008 (ФК «Ростов»)

2-е место в Первом дивизионе России (выход в Высший дивизион): (1)
- 2006 (ФК «Кубань»)